# Uomini e cose della vecchia Italia
Uomini e cose della vecchia Italia è un'opera letteraria di Benedetto Croce. 
Pubblicata per la prima volta, in due diverse serie e in due distinti volumi, nel 1927 dalla Laterza, la stessa casa editrice l'ha ristampata in edizione riveduta dall'autore nel 1943 e, infine, nel 1956. La pubblicazione verrà riproposta, per Bibliopolis, nell'ambito dell'edizione nazionale del filosofo.
Dedicata a Francesco Ruffini, l'opera raccoglie una serie di saggi scaturiti, nella maggior parte, dalle ricerche eseguite dal filosofo per le stesure della Storia del Regno di Napoli del 1925 e della Storia dell'età barocca in Italia del 1928. Tali saggi, che non potevano rientrare nei predetti volumi, perché sarebbero usciti «fuori del loro disegno», rappresentavano per Croce quasi dei ricordi di famiglia, ma «di quella più grande famiglia che ciascuno di noi si compone, mercé le ideali parentele di affetti e di pensieri, con gli uomini del passato, o…con gli uomini che vissero e operarono nello stesso paese dove noi siamo nati».
Si tratta, in particolare, di biografie di letterati, scrittori e politici e di vicende storico-letterarie dell'Italia meridionale, in un lasso di tempo che va all'incirca dall'Umanesimo ai prodromi dell'unificazione nazionale.

## Indici dei volumi
- I serie: Umanisti meridionali (I versi di un reo di stato: il conte di Policastro; Un umanista gaudente: Pietro Gravina; Francesco Elio Marchese e il suo opuscolo sulla nobiltà napoletana; Un maestro di scuola e versificatore latino del Rinascimento: il Cantalicio) – Il “paradiso abitato dai diavoli” – Angelo di Costanzo poeta e storico – Scene della vita dei soldati spagnoli a Napoli – I Caracciolo di Avellino: note in margine ad alcuni libri di Maiolino Bisaccioni – Ludovico Zuccolo e l'italianità – Un difensore italiano delle libertà dei popoli nel Seicento – Cultura spagnola in Italia nel seicento – La letteratura dialettale riflessa, la sua origine nel seicento e il suo ufficio storico – Giambattista Vico, scrittore di storie dei suoi tempi (La “Storia della congiura di Macchia”; la “Vita di Antonio Carafa”; Schizzo storico della guerra di successione di Spagna) – Shaftesbury in Italia.
- II serie: L'elemento italiano nella società europea del Settecento - Sentenze e giudizî di Bernardo Tanucci - Il marchese Caracciolo - La vita religiosa a Napoli nel settecento (Dalla religiosità popolare ai giansenisti; L'arcivescovo di Taranto) - La signora di Staël e la regina Maria Carolina di Napoli - Il duca di Serracapriola e Giuseppe de Maistre - Il principe di Canosa - Cultura germanica in Italia nell'età del Risorgimento - Maria Cristina di Savoia, regina delle due Sicilie - Il romanticismo legittimistico e la caduta del regno di Napoli - Alessandro Dumas nei primi anni dell'unità italiana - Dal carteggio di un ex-ufficiale dell'esercito napoletano - Gli ultimi borbonici.